# Koichi Kudo
Koichi Kudo (工藤 孝一, Kudo Koichi), né le 4 février 1909 à Iwate et mort le 21 septembre 1971, était un footballeur et entraîneur japonais.
Il est sélectionneur de l'équipe du Japon en 1942.